# Rosteig
Rosteig é uma comuna francesa na região administrativa de Grande Leste, no departamento Baixo Reno. Estende-se por uma área de 7,7 km². Em 2010 a comuna tinha 541 habitantes (densidade: 70,3 hab./km²).